# Mitsubishi Carisma
Mitsubishi Carisma är en personbil från japanska Mitsubishi. Carismamodellen byggdes för den europeiska marknaden och låg storleksmässigt mellan Mitsubishi Lancer och Mitsubishi Galant. Carisma tillverkades mellan 1995 och 2004 i NedCar fabriken i Born, Nederländerna parallellt med första generationen av Volvo S40 och V40. Carisma och S40/V40 delade bottenplatta och några motorer.

## Motoralternativ
| Modell      | Årsmodell | Motor                   | Cylindervolym | Effekt | Vridmoment | Bränslesystem      |
| ----------- | --------- | ----------------------- | ------------- | ------ | ---------- | ------------------ |
| 1.3         |           | 4-cyl radmotor SOHC 16v | 1299 cm³      | 82 hk  | 120 Nm     | Bränsleinsprutning |
| 1.6         | 1996-1997 | 4-cyl radmotor SOHC 16v | 1597 cm³      | 90 hk  | 137 Nm     | Bränsleinsprutning |
| 1.6         | 1998-2000 | 4-cyl radmotor SOHC 16v | 1597 cm³      | 99 hk  | 137 Nm     | Bränsleinsprutning |
| 1.6         | 2001-2004 | 4-cyl radmotor SOHC 16v | 1597 cm³      | 103 hk | 141 Nm     | Bränsleinsprutning |
| 1.8         | 1996-1997 | 4-cyl radmotor SOHC 16v | 1834 cm³      | 115 hk | 162 Nm     | Bränsleinsprutning |
| 1.8 MSX     | 1996-1997 | 4-cyl radmotor DOHC 16v | 1834 cm³      | 140 hk | 167 Nm     | Bränsleinsprutning |
| 1.8 GDI     | 1998-2000 | 4-cyl radmotor DOHC 16v | 1834 cm³      | 125 hk | 174 Nm     | Direktinsprutning  |
| 1.8 GDI     | 2001-2003 | 4-cyl radmotor DOHC 16v | 1834 cm³      | 122 hk | 174 Nm     | Direktinsprutning  |
| 1.9 TD      | 1997-2000 | 4-cyl radmotor SOHC 8v  | 1870 cm³      | 90 hk  | 176 Nm     | Turbodiesel        |
| 1.9 DI-D MP | 2001-2004 | 4-cyl radmotor SOHC 8v  | 1870 cm³      | 102 hk | 215 Nm     | Turbodiesel        |
| 1.9 DI-D HP | 2001-2004 | 4-cyl radmotor SOHC 8v  | 1870 cm³      | 115 hk | 265 Nm     | Turbodiesel        |